# Перри, Берта
Берта Перри (англ. Bertha Perrie, полное имя Bertha Eversfield Perrie; 1868—1921) — американская художница и педагог.

## Биография
Родилась 20 июня 1868 года в Вашингтоне в семье Чарльза Перри (Charles F. Perrie) и его жены Мэри Макферсон (Mary Beulah McPherson).
С ранних лет Берта интересовалась искусством, получив стипендию для обучения в Лиге студентов-художников Нью-Йорка. По завершении учёбы она вернулась в Вашингтон, где она стала важной фигурой в местных художественных кругах. В конце 1880-х годов она стала преподавателем в Лиге студентов-художников Вашингтона (Art Students League of Washington), впоследствии избравшись в руководящий лиги. Затем Перри в течение двадцати лет преподавала акварель в Коркоранской школе искусств и дизайна, а также на факультете школы Gunston Hall School.
Как художник она была наиболее известна своими работами в акварели, хотя она также писала масляные картины и офорты; предпочитала морские пейзажи, но работала и в других жанрах. Берта Перри была одним из основателей и членом Клуба искусств Вашингтона, а также была членом-учредителем Общества вашингтонских художников и Вашингтонского клуба акварелистов, в выставках которого принимала участие с 1891 по 1921 год. В каждой из этих организаций она принимала участие в совете директоров. Художница также принадлежала к Вашингтонскому обществу изящных искусств (Washington Society of Fine Arts) и Вашингтонской гильдии ремесленников (Washington Handicraft Guild).
Свои работы представляла на выставках как регионального, так национального уровня, включая Галерею Коркоран, Национальную академию дизайна, Пенсильванскую академию изящных искусств и Нью-Йоркский акварельный клуб. Картины Перри были представлены во Дворце изящных искусств (ныне Чикагский музей науки и промышленности) на Всемирной выставке 1893 года в Чикаго, штат Иллинойс.
Картины Берты Перри находятся в частных коллекциях и музеях США.
Умерла 16 сентября 1921 года в Глостере, штат Массачусетс. Была похоронена на семейном участке вашингтонского кладбища Glenwood Cemetery.

Некоторые работы
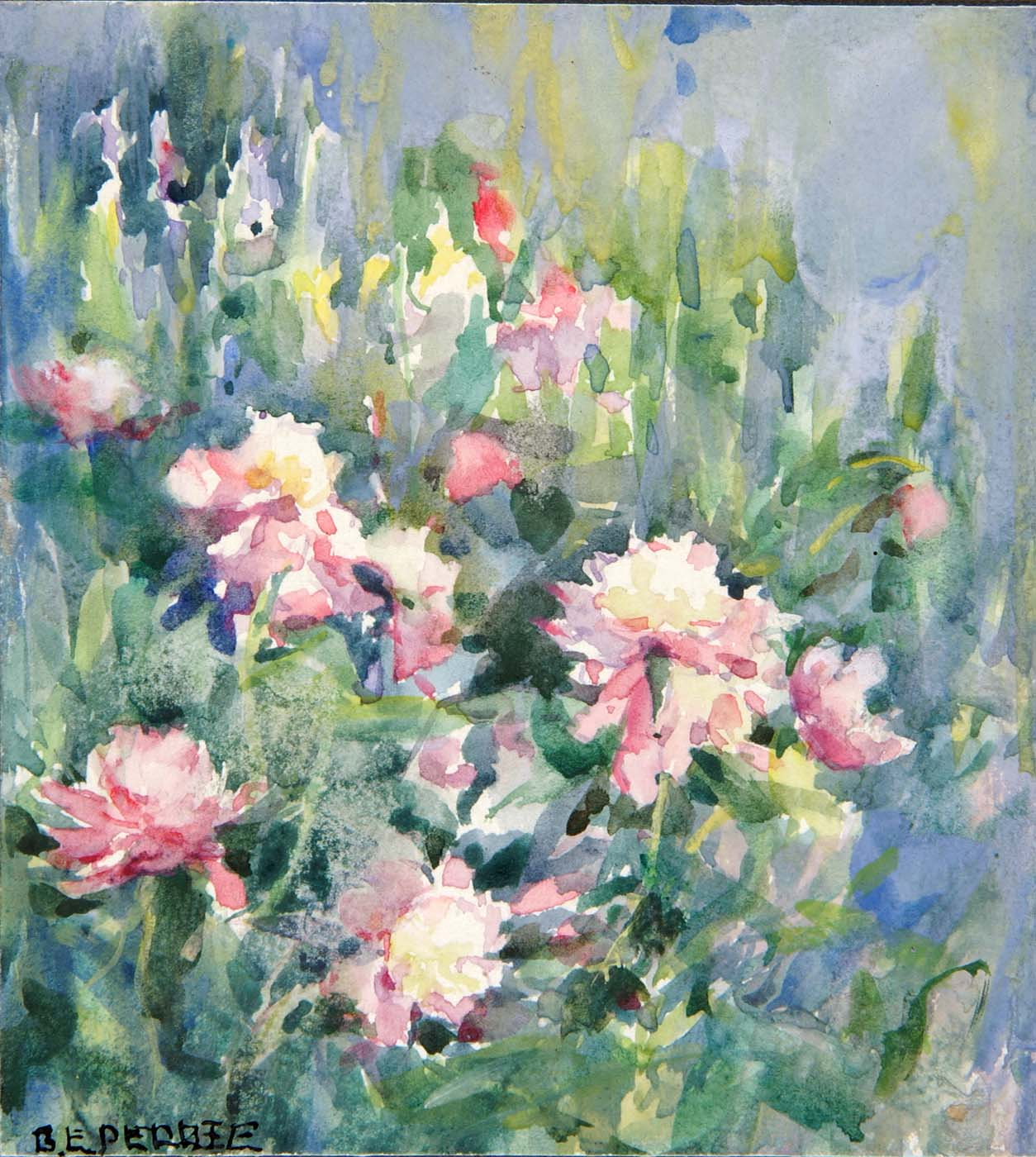
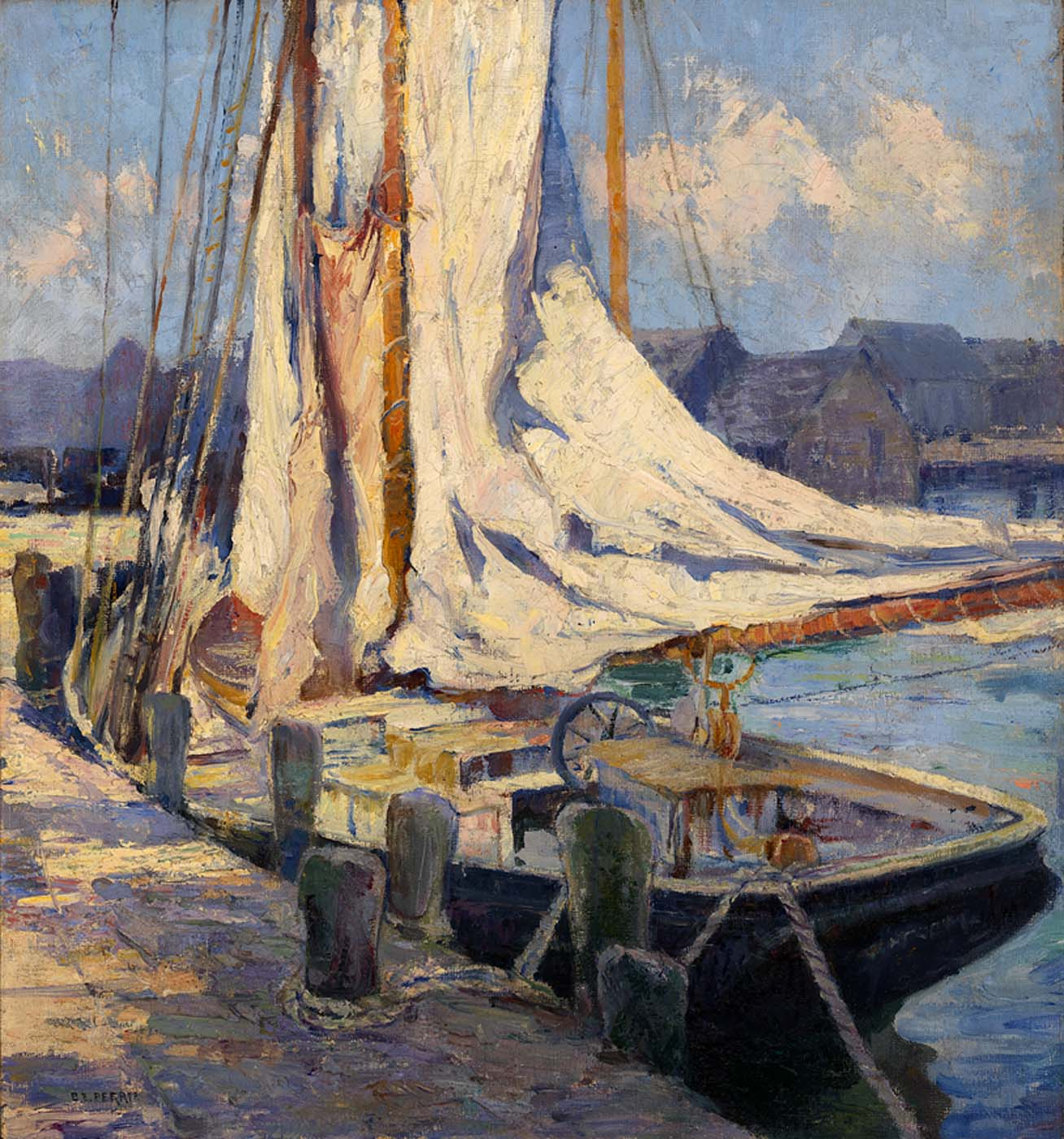
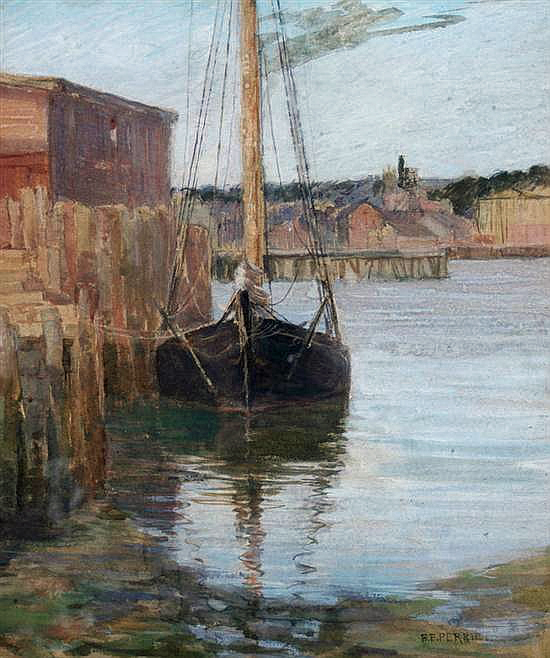